# Distrikt Chóchope
Der Distrikt Chóchope, alternative Schreibweise: Distrikt Chochope, liegt in der Provinz Lambayeque in der Region Lambayeque in Nordwest-Peru. Der Distrikt wurde am 11. Oktober 1909 gegründet. Er besitzt eine Fläche von 77,3 km². Beim Zensus 2017 wurden 1469 Einwohner gezählt. Im Jahr 1993 lag die Einwohnerzahl bei 1465, im Jahr 2007 bei 1231. Die Distriktverwaltung befindet sich in der 215 m hoch gelegenen Ortschaft Chóchope mit 457 Einwohnern (Stand 2017). Chóchope liegt 65 km nordnordöstlich der Provinzhauptstadt Lambayeque sowie 72 km nordnordöstlich der Regionshauptstadt Chiclayo.

## Geographische Lage
Der Distrikt Chóchope liegt in den Ausläufern der peruanischen Westkordillere im Osten der Provinz Lambayeque. Die Längsausdehnung in Ost-West-Richtung beträgt 15,5 km, die maximale Breite 8 km. Der Fluss Río Chochope, linker Quellfluss des Río Motupe, durchquert den Distrikt in westlicher Richtung.
Der Distrikt Chóchope grenzt im Süden, im Westen und im Norden an den Distrikt Motupe sowie im Osten an den Distrikt Salas.